# Aardbeving Haïti 2021
De aardbeving van 2021 in Haïti was een zware aardbeving die zich voordeed op 14 augustus 2021 om 08:29:09 lokale zomertijd (12:29:09 uur UTC). De beving had een kracht van 7,2 op de momentmagnitudeschaal volgens het EMCS en USGS, en vond plaats in de Enriquillo-Plantain Garden-breukzone, zo'n 12 kilometer ten noordoosten van de stad Saint-Louis-du-Sud, 125 kilometer ten westen van de Haïtiaanse hoofdstad Port-au-Prince. Een tsunamiwaarschuwing werd afgegeven, maar later ingetrokken.

## Tektonische context
Het hypocentrum van de aardbeving bevond zich in de Enriquillo-Plantain Garden-breukzone, in het centrale deel van het schiereiland Tiburon, op een diepte van 10 kilometer. De beving, die duidelijk voelbaar was tot in de Dominicaanse Republiek, Cuba en Jamaica, bereikte een maximale intensiteit van IX op de schaal van Mercalli. De aardbeving werd gevolgd door verschillende krachtige naschokken met een magnitude variërend van 5,0 tot 5,8 op de momentmagnitudeschaal. 
De Enriquillo-Plantain Garden-breuk wordt geassocieerd met verschillende historische aardbevingen, waaronder die van 1770 en 2010, die beide de hoofdstad Port-au-Prince verwoestten. Deze breuklijn strekt zich uit langs de zuidkant van het eiland Hispaniola tot aan het Plantain Garden-gebied in Jamaica en markeert de grens tussen de Caribische Plaat en de Noord-Amerikaanse Plaat/Gonâve-microplaat, die met een snelheid van ongeveer 7 mm per jaar langs elkaar schuiven.

## Gevolgen
Volgens officiële tellingen zijn er 2.248 doden en 12.763 gewonden gevallen en 329 personen worden vermist. De materiële schade in het rampgebied is groot en duizenden zijn dakloos geworden. Het zwaarst getroffen zijn de departementen Sud, Nippes en Grand'Anse, met name de steden Les Cayes, Jérémie en Anse-à-Veaux. Veel woningen zijn verwoest of zwaar beschadigd. Ook grotere gebouwen, waaronder schoolgebouwen, hotels, kerken en ziekenhuizen zijn ingestort of ernstig beschadigd. Volgens de Haïtiaanse dienst voor burgerbescherming (Direction Générale de la Protection Civile - DGPC) zijn in het rampgebied zo'n 137.000 huizen beschadigd, waarvan er 61.000 volledig verwoest of zwaar beschadigd zijn. 32 gezondheidscentra en ziekenhuizen zijn door de aardbeving getroffen; daarvan zijn er 4 verwoest, 12 zwaar beschadigd en de overige hebben infrastructurele schade opgelopen. Een aantal bruggen is beschadigd en verschillende toegangswegen zijn door aardverschuivingen geblokkeerd, waardoor sommige plaatsen moeilijk bereikbaar zijn. Hoewel de beving ook in de hoofdstad Port-au-Prince sterk voelbaar was, is daar geen grote schade gemeld. 
De DGPC meldt dat 137.000 gezinnen zijn getroffen door de aardbeving en dat zo'n 500.000 mensen (40 % van de totale bevolking van de drie departementen) humanitaire hulp nodig heeft. De tienduizenden daklozen overnachten op straat, op pleinen en op braakliggende terreinen, onder geïmproviseerde tenten gemaakt van stukken zeildoek of plastic. De komst van tropische depressie Grace op 16 en 17 augustus leidde tot zware slagregens en zoveel neerslag dat verschillende plaatsen, met name Les Cayes, Jacmel en Marigot, te maken kregen met overstromingen, waardoor de situatie voor de getroffen bevolking nog precairder werd.

## Hulpverlening
Na de aardbeving begonnen reddingsteams van politie en brandweer, geholpen door vrijwilligers, met het zoeken naar overlevenden in het puin. De ingevlogen search & rescue-teams uit andere landen sloten zich daar later bij aan. Het reddingswerk wordt bemoeilijkt door naschokken en het instortingsgevaar van de instabiele ruïnes. Het reddingswerk moest ook tijdelijk gestaakt worden door de komst van de tropische depressie Grace.
De aanvoer van hulpgoederen stuitte op problemen omdat de belangrijkste toegangsweg naar het rampgebied loopt door het territorium van verschillende rivaliserende gewapende bendes. Onderhandelingen met de bendeleiders resulteerde in het openen van een humanitaire corridor waardoor de eerste hulpkonvooien het rampgebied konden bereiken. Op 18 augustus kregen de konvooien echter te maken met nieuwe wegblokkades, opgeworpen door dorpelingen in het rampgebied die aandacht eisten voor hun eigen humanitaire noden.

### Internationale hulp
Verschillende landen boden hulp:
- De Dominicaanse Republiek stelde een deel van haar noodvoorraad aan overlevingspakketten en andere hulpgoederen ter beschikking voor de eerste levensbehoeften van de getroffen bevolking.[10]
- Cuba meldt dat een contingent van 253 Cubaanse artsen medische hulp verleent in de gezondheidscentra in het rampgebied.[11]
- Brazilië bevestigt dat de Verenigde Naties verzocht heeft een contingent militairen te sturen voor handhaving van de orde.[12]
- Mexico heeft drie militaire vrachtvliegtuigen met meer dan 20 ton aan medicijnen en hulpgoederen gestuurd.[13]
- De Verenigde Staten hebben hulp toegezegd en USAID heeft een team gestuurd dat de hulp gaat coördineren.[14]
- Spanje stuurt 10 ton aan hulpgoederen en doneert een kwart miljoen euro aan de activiteiten van het Rode Kruis in het rampgebied.[15]
- Op 17 juli heeft de Europese Unie 3 miljoen euro toegezegd voor humanitaire hulp aan de getroffen bevolking, met name voor schoon drinkwater, sanitaire voorzieningen, hygiëne en ondersteuning van de gezondheidsdiensten in het rampgebied. Dit bedrag wordt ter beschikking gesteld aan partnerorganisaties die al werkzaam zijn in het land.[16]
- Het Nederlandse marineschip Zr.Ms. Holland vertrok met onder andere hulpgoederen naar het getroffen gebied.[17]

Ook internationale hulporganisaties zonden noodhulp:
- Het Internationale Rode Kruis (IFRC) deed op 15 augustus een urgente oproep om 10 miljoen euro voor noodhulp in het rampgebied.[18][19][20] Het Nederlandse Rode Kruis heeft een girorekening geopend voor noodhulp aan Haïti.[21]
- Artsen zonder Grenzen gaf te kennen dat haar bestaande medische teams in Haïti zijn versterkt met extra medisch personeel en een zending wordt gestuurd met 80 ton aan medische hulpgoederen en materiaal voor het "opzetten van medische noodstructuren en operatiekwartieren in tenten" in het rampgebied.[22][23]